# IOS 18
iOS 18은 아이폰용 애플의 iOS 운영 체제의 다가오는 18번째 주요 릴리스이다. 그것은 2024년 월드와이드 개발자 컨퍼런스(WWDC)에서 공개되었다. iOS 17의 직접적인 후속작이며 watchOS 11, iPadOS 18 및 macOS Sequoia와 함께 발표되었다.